# Le Theil-Nolent
Le Theil-Nolent település Franciaországban, Eure megyében. Lakosainak száma 272 fő (2022. január 1.).

## Népesség
A település népességének változása:
| Lakosok száma | 164  | 157  | 173  | 201  | 253  | 257  | 250  | 245  | 243  | 272  |
|               | 1968 | 1982 | 1990 | 2006 | 2013 | 2015 | 2017 | 2019 | 2020 | 2022 |